# 4462 Vaughan
4462 Vaughan eller 1952 HJ2 är en asteroid i huvudbältet som upptäcktes den 24 april 1952 av McDonald-observatoriet. Den är uppkallad efter Curtis T. Vaughan, Jr.
Asteroiden har en diameter på ungefär 18 kilometer och den tillhör asteroidgruppen Themis.